# Lutas nos Jogos Olímpicos de Verão de 2008 - Qualificação

## Sumário de classificação
| País                       | Livre masculino | Livre masculino | Livre masculino | Livre masculino | Livre masculino | Livre masculino | Livre masculino | Greco-romana masculino | Greco-romana masculino | Greco-romana masculino | Greco-romana masculino | Greco-romana masculino | Greco-romana masculino | Greco-romana masculino | Livre feminino | Livre feminino | Livre feminino | Livre feminino | Total |
| País                       | 55 kg           | 60 kg           | 66 kg           | 74 kg           | 84 kg           | 96 kg           | 120 kg          | 55 kg                  | 60 kg                  | 66 kg                  | 74 kg                  | 84 kg                  | 96 kg                  | 120 kg                 | 48 kg          | 55 kg          | 63 kg          | 72 kg          | Total |
| -------------------------- | --------------- | --------------- | --------------- | --------------- | --------------- | --------------- | --------------- | ---------------------- | ---------------------- | ---------------------- | ---------------------- | ---------------------- | ---------------------- | ---------------------- | -------------- | -------------- | -------------- | -------------- | ----- |
| ALB Albânia                |                 | X               |                 |                 |                 |                 |                 |                        |                        |                        |                        |                        | X                      |                        |                |                |                |                | 2     |
| ALG Argélia                |                 |                 |                 |                 |                 |                 |                 |                        |                        | X                      | X                      |                        | X                      |                        |                |                |                |                | 3     |
| ARM Armênia                |                 | X               | X               |                 | X               |                 |                 | X                      | X                      | X                      | X                      | X                      |                        | X                      |                |                |                |                | 9     |
| AUS Austrália              |                 |                 |                 | X               | X               |                 |                 |                        |                        |                        | X                      |                        |                        |                        | X              |                |                |                | 4     |
| AZE Azerbaijão             | X               | X               | X               | X               | X               | X               | X               | X                      | X                      | X                      | X                      | X                      |                        | X                      | X              | X              | X              |                | 16    |
| BLR Bielorrússia           | X               |                 | X               | X               |                 |                 |                 |                        | X                      | X                      | X                      |                        |                        | X                      |                | X              | X              |                | 9     |
| BRA Brasil                 |                 |                 |                 |                 |                 |                 |                 |                        |                        |                        |                        |                        |                        |                        |                |                |                | X              | 1     |
| BUL Bulgária               | X               |                 | X               | X               |                 |                 | X               | X                      | X                      | X                      | X                      |                        | X                      | X                      |                |                | X              | X              | 12    |
| CMR Camarões               |                 |                 |                 |                 |                 |                 |                 |                        |                        |                        |                        |                        |                        |                        |                |                |                | X              | 1     |
| CAN Canadá                 |                 | X               | X               | X               | X               | X               |                 |                        |                        |                        |                        |                        |                        | X                      | X              | X              | X              | X              | 10    |
| CHN China                  |                 | X               | X               | X               | X               |                 | X               | X                      | X                      | X                      | X                      | X                      | X                      | X                      | X              | X              | X              | X              | 16    |
| COL Colômbia               | X               |                 |                 |                 | X               |                 |                 |                        |                        |                        |                        |                        |                        |                        |                | X              |                |                | 3     |
| CUB Cuba                   | X               | X               | X               | X               | X               | X               | X               | X                      | X                      | X                      |                        | X                      |                        | X                      |                |                |                |                | 12    |
| CZE República Checa        |                 |                 |                 |                 |                 |                 |                 |                        |                        |                        |                        |                        | X                      |                        |                |                |                |                | 1     |
| DEN Dinamarca              |                 |                 |                 |                 |                 |                 |                 | X                      |                        |                        | X                      |                        |                        |                        |                |                |                |                | 2     |
| EGY Egito                  |                 | X               |                 |                 |                 | X               |                 | X                      | X                      |                        |                        |                        | X                      | X                      |                |                | X              |                | 7     |
| ESA El Salvador            |                 |                 |                 |                 |                 |                 |                 |                        |                        |                        |                        |                        |                        |                        | X              |                |                |                | 1     |
| FIN Finlândia              |                 |                 |                 |                 |                 |                 |                 |                        | X                      |                        |                        |                        |                        |                        |                |                |                |                | 1     |
| FRA França                 |                 |                 |                 |                 |                 | X               |                 |                        | X                      | X                      | X                      | X                      |                        | X                      | X              |                | X              | X              | 9     |
| MKD República da Macedônia |                 | X               |                 |                 |                 |                 |                 |                        |                        |                        |                        |                        |                        |                        |                |                |                |                | 1     |
| GEO Geórgia                | X               |                 | X               | X               | X               | X               |                 | X                      | X                      |                        | X                      | X                      | X                      |                        |                |                |                |                | 10    |
| GER Alemanha               |                 |                 |                 |                 | X               | X               |                 |                        |                        | X                      | X                      |                        | X                      |                        | X              |                |                | X              | 7     |
| GRE Grécia                 |                 |                 |                 | X               |                 |                 |                 |                        |                        |                        |                        |                        | X                      | X                      |                |                |                |                | 3     |
| GUM Guam                   |                 |                 |                 |                 |                 |                 |                 |                        |                        |                        |                        |                        |                        |                        |                |                | X              |                | 1     |
| GBS Guiné-Bissau           |                 |                 |                 | X               |                 |                 |                 |                        |                        |                        |                        |                        |                        |                        |                |                |                |                | 1     |
| HUN Hungria                |                 |                 |                 | X               |                 | X               | X               |                        |                        | X                      | X                      | X                      | X                      | X                      |                |                | X              |                | 9     |
| IND Índia                  |                 | X               | X               |                 |                 |                 | X               |                        |                        |                        |                        |                        |                        |                        |                |                |                |                | 3     |
| IRI Irã                    | X               | X               | X               | X               | X               | X               | X               | X                      |                        | X                      |                        | X                      | X                      | X                      |                |                |                |                | 12    |
| ITA Itália                 |                 |                 |                 |                 |                 |                 |                 |                        |                        |                        |                        | X                      | X                      |                        |                |                |                |                | 2     |
| JPN Japão                  | X               | X               | X               |                 |                 |                 |                 |                        | X                      |                        |                        | X                      | X                      |                        | X              | X              | X              | X              | 10    |
| KAZ Cazaquistão            | X               | X               | X               |                 | X               | X               | X               | X                      | X                      | X                      | X                      | X                      | X                      |                        | X              | X              | X              | X              | 16    |
| KGZ Quirguistão            |                 | X               |                 | X               |                 | X               |                 |                        | X                      | X                      |                        |                        |                        |                        |                |                |                |                | 5     |
| LTU Lituânia               |                 |                 |                 |                 |                 |                 |                 |                        |                        | X                      | X                      |                        | X                      | X                      |                |                |                |                | 4     |
| MEX México                 |                 |                 |                 |                 |                 |                 | X               |                        |                        |                        |                        |                        |                        |                        |                |                |                |                | 1     |
| MDA Moldávia               |                 |                 |                 |                 |                 | X               |                 |                        |                        |                        |                        |                        |                        |                        |                | X              |                |                | 2     |
| MGL Mongólia               | X               |                 | X               |                 | X               |                 |                 |                        |                        |                        |                        |                        |                        |                        | X              | X              | X              |                | 6     |
| NGR Nigéria                |                 |                 |                 |                 |                 |                 | X               |                        |                        |                        |                        |                        |                        |                        |                |                |                | X              | 2     |
| PRK Coreia do Norte        | X               |                 | X               |                 |                 |                 |                 | X                      |                        |                        |                        |                        |                        |                        |                |                |                |                | 3     |
| NOR Noruega                |                 |                 |                 |                 |                 |                 |                 |                        | X                      |                        |                        |                        |                        |                        |                |                |                |                | 1     |
| PLW Palau                  |                 |                 |                 |                 |                 |                 | X               | X                      |                        |                        |                        |                        |                        |                        |                |                |                |                | 2     |
| PER Peru                   |                 |                 |                 |                 |                 |                 |                 |                        |                        |                        | X                      |                        |                        |                        |                |                |                |                | 1     |
| POL Polônia                |                 |                 |                 | X               | X               | X               | X               |                        |                        |                        | X                      | X                      |                        | X                      |                |                | X              | X              | 9     |
| ROU Romênia                | X               |                 |                 | X               |                 |                 | X               | X                      | X                      | X                      |                        |                        |                        |                        | X              | X              |                |                | 8     |
| RUS Rússia                 | X               | X               | X               | X               | X               | X               | X               | X                      | X                      | X                      | X                      | X                      | X                      | X                      | X              | X              | X              | X              | 18    |
| SEN Senegal                | X               |                 |                 |                 |                 |                 |                 |                        |                        |                        |                        |                        |                        |                        |                |                |                |                | 1     |
| SRB Sérvia                 |                 |                 |                 |                 |                 |                 |                 | X                      | X                      |                        |                        |                        |                        |                        |                |                |                |                | 2     |
| SVK Eslováquia             |                 |                 |                 |                 |                 |                 | X               |                        |                        |                        |                        | X                      |                        |                        |                |                |                |                | 2     |
| RSA África do Sul          |                 |                 | X               |                 |                 |                 |                 |                        |                        |                        |                        |                        |                        |                        |                |                |                |                | 1     |
| KOR Coreia do Sul          | X               | X               | X               | X               |                 |                 | X               | X                      | X                      | X                      |                        | X                      | X                      |                        | X              |                |                |                | 11    |
| ESP Espanha                | X               |                 |                 |                 |                 |                 |                 |                        |                        |                        |                        |                        |                        |                        |                |                | X              | X              | 3     |
| SWE Suécia                 |                 |                 |                 |                 |                 |                 |                 |                        |                        |                        |                        | X                      |                        | X                      | X              | X              |                | X              | 5     |
| SUI Suíça                  |                 |                 | X               |                 |                 |                 |                 |                        |                        |                        |                        |                        |                        |                        |                |                |                |                | 1     |
| TJK Tajiquistão            |                 | X               |                 |                 | X               |                 |                 |                        |                        |                        |                        |                        |                        |                        |                |                |                |                | 2     |
| TUN Tunísia                |                 |                 |                 |                 | X               |                 |                 |                        |                        |                        |                        | X                      |                        |                        |                | X              |                |                | 3     |
| TUR Turquia                | X               | X               | X               | X               | X               | X               | X               |                        | X                      | X                      | X                      | X                      | X                      | X                      |                |                |                |                | 13    |
| UKR Ucrânia                |                 | X               | X               | X               | X               | X               | X               | X                      |                        | X                      | X                      | X                      | X                      | X                      | X              | X              | X              | X              | 16    |
| USA Estados Unidos         | X               | X               | X               | X               | X               | X               | X               | X                      |                        | X                      | X                      | X                      | X                      | X                      | X              | X              | X              | X              | 17    |
| UZB Uzbequistão            | X               |                 |                 | X               | X               | X               | X               | X                      | X                      |                        |                        |                        |                        | X                      |                |                |                |                | 8     |
| VEN Venezuela              |                 |                 |                 |                 |                 | X               |                 |                        |                        |                        |                        |                        |                        |                        | X              | X              |                |                | 3     |
| Total: 59 NOCs             | 19              | 19              | 21              | 21              | 20              | 19              | 20              | 19                     | 20                     | 20                     | 20                     | 20                     | 20                     | 20                     | 17             | 16             | 17             | 16             | 344   |

## Eventos classificatórios
| Evento                                    | Local                                                                                   | Vagas (por categoria) |
| ----------------------------------------- | --------------------------------------------------------------------------------------- | --------------------- |
| Campeonato Mundial de Lutas de 2007       | Baku                                                                                    | 8                     |
| Campeonato Africano de Lutas de 2008      | Tunis                                                                                   | 1                     |
| Campeonato Asiatico de Lutas de 2008      | Jeju                                                                                    | 1                     |
| Campeonato Europeu de Lutas de 2008       | Tampere                                                                                 | 1                     |
| Campeonato de Lutas da Oceania de 2008*   | Canberra                                                                                | 0                     |
| Campeonato Pan-Americano de Lutas de 2008 | Colorado Springs                                                                        | 1                     |
| Primeira qualificação olímpica            | Martigny (livre masculina) Roma (greco-romana masculina) Edmonton (livre feminina)      | 4                     |
| Segunda qualificação olímpica             | Varsóvia (livre masculina) Novi Sad (greco-romana masculina) Haparanda (livre feminina) | 3                     |
| Últimas vagas de classificação**          | -                                                                                       | +                     |
| TOTAL                                     |                                                                                         | 19+                   |

* À Oceania não será atribuída uma vaga por categoria, mas uma quota de 7 lugares (sexo não especificado) será atribuída ao final dos Campeonatos da Oceania.
** 7 convite locais, preferência dada à nação anfitriã (China), se não estiver conseguido vaga. Se a China tiver atletas qualificados anteriormente, os lugares restantes serão repartidos pela FILA, em colaboração com a ANOC e do COI, ao CONs que tenham participado em todas as fases de qualificação, mas que não conseguiram qualificar um lutador.

## References
- «Fila Wrestling»